# Schmida
Schmida är ett vattendrag i Österrike.   Det ligger i förbundslandet Niederösterreich, i den nordöstra delen av landet, 23 km nordväst om huvudstaden Wien.
I omgivningarna runt Schmida växer i huvudsak blandskog. Runt Schmida är det ganska tätbefolkat, med 149 invånare per kvadratkilometer.